# Clodia (escarabajo)
Clodia es un género de escarabajos longicornios de la tribu Acanthocinini.

## Especies
- Clodia biflavoguttata Breuning, 1959
- Clodia decorata Nonfried, 1894
- Clodia flavoguttata Breuning, 1957
- Clodia sublineata Pascoe, 1864
- Clodia vittata Aurivillius, 1927